# Liste der Naturdenkmäler in Rödinghausen
Die Liste der Naturdenkmäler in Rödinghausen führt die Naturdenkmäler der Gemeinde Rödinghausen auf.

## Außenbereich
| Nr.      | Bezeichnung                                                                              | Lage                                                | Bemerkungen    | Bild |
| -------- | ---------------------------------------------------------------------------------------- | --------------------------------------------------- | -------------- | ---- |
| 3.3.1.1  | 3 Trauereschen auf der südlichen Seite der Kirche                                        | Westkilver 52° 13′ 19″ N, 8° 27′ 42″ O              |                |      |
| 3.3.1.2  | 11 Eichen auf der Hoffläche Brünger an der Westkilverstraße                              | Westkilver 52° 13′ 52″ N, 8° 27′ 52″ O              | ca. 120 J. alt |      |
| 3.3.1.3  | 1 Eiche am Sachsenweg/Abbiegung zum „Haus Kilver“                                        | Westkilver 52° 13′ 59″ N, 8° 27′ 52″ O              | 250–300 J. alt |      |
| 3.3.1.4  | 3 Eichen am Südrand des Gutsforstes von „Haus Kilver“                                    | Westkilver 52° 14′ 27″ N, 8° 27′ 59″ O              | ca. 170 J. alt |      |
| 3.3.1.5  | Lindengruppe (3 Stämme) auf freiem Feld 400 m nördlich „Haus Kilver“                     | Westkilver 52° 14′ 14″ N, 8° 28′ 0″ O               |                |      |
| 3.3.1.8  | 7 Eichen auf der Hoffläche Oberschulte am Westrand von Rödinghausen                      | Rödinghausen                                        |                |      |
| 3.3.1.9  | Hainbuchengruppe (3 Stämme) westlich Rödinghausen, etwa 150 m südlich der Jugendherberge | Rödinghausen                                        |                |      |
| 3.3.1.13 | 1 Linde östlich Schwenningdorf auf der Hoffläche Tiemann an der L 876                    | Schwenningdorf 52° 14′ 43″ N, 8° 30′ 42″ O          | 120–150 J. alt |      |
| 3.3.1.15 | 6 Kopfpappeln im Bereich des Mühlenbaches entlang der Straße „Süddorf“                   | Gut Böckel                                          |                |      |
| 3.3.1.17 | 8 Eichen östlich Schwenningdorf auf der Hoffläche Maschmann an der L 876                 | Schwenningdorf-Siendorf 52° 14′ 42″ N, 8° 30′ 36″ O | ca. 120 J. alt |      |
| 3.3.1.18 | 2 Ulmen östlich Schwenningdorf an der Straße „An der Stertwelle“ gegenüber der Schule    | Schwenningdorf                                      |                |      |
| 3.3.1.19 | 1 Eiche auf dem Grundstück Süddorf Nr. 3                                                 | Süddorf                                             |                |      |
| 3.3.1.21 | 1 Blutbuche im Gutspark                                                                  | Böckel                                              |                |      |
| 3.3.1.22 | 1 Linde bei der Kirche                                                                   | Bieren 52° 14′ 11″ N, 8° 31′ 34″ O                  | 400–500 J. alt |      |
| 3.3.1.23 | 25 Eichen, 1 Linde auf einer Hoffläche an der Hansastraße Nr. 21                         | Stukenhöfen                                         |                |      |
| 3.3.1.24 | 1 Hünengrab am Wiehengebirgsrand                                                         | nördlich Bieren                                     |                |      |
| 3.3.1.25 | 1 Hainbuche an der Donoer Straße 3                                                       | Höge                                                |                |      |
| 3.3.1.26 | 1 Eiche an der Bahnhofstraße gegenüber dem Haus Nr. 103                                  | Bieren                                              |                |      |
| 3.3.1.27 | 1 Linde an der Kreuzung Donoer Str. und Bunte Mühlenweg                                  | Dono                                                |                |      |
| 3.3.1.28 | 1 Buche und 1 Eiche an der Kreuzung Bunte Mühlenweg und Am Donoer Feld                   | Dono                                                |                |      |
| 3.3.1.29 | 2 Blutbuchen auf dem Buntenmühlenhof nahe der Hofeinfahrt                                | Dono                                                |                |      |
| 3.3.1.30 | 1 Buche auf dem Grundstück Schluchtenweg Nr. 13                                          | Schluchtenweg                                       |                |      |
| 3.3.1.31 | 1 Buche vor der Gaststätte Meyer an der Bahnhofstraße                                    | Bahnhof Bieren                                      |                |      |
| 3.3.1.36 | Steinbruch im Wiehengebirge                                                              | Wiehengebirge 52° 15′ 37″ N, 8° 32′ 19″ O           |                |      |

## Innenbereich
| Nr.      | BezeichnungKirchlengern        | Lage                                            | Bemerkungen             | Bild |
| -------- | ------------------------------ | ----------------------------------------------- | ----------------------- | ---- |
| RÖ 1     | Winterlinde (Tilia cordata)    | Alte Dorfstraße 64                              |                         |      |
| RÖ 2     | Stieleiche (Quercus robur)     | Bruchstraße 162                                 |                         |      |
| RÖ 3     | Stieleiche (Quercus robur)     | Hindenburgstraße                                |                         |      |
| RÖ 4–5   | 2 Stieleichen (Quercus robur)  | Rennerskamp 11                                  |                         |      |
| RÖ 6–12  | 7 Stieleichen (Quercus robur)  | Kirchweg                                        |                         |      |
| RÖ 13    | Bergulme (Ulmus glabra)        | Rathaus                                         |                         |      |
| RÖ 14–17 | 4 Winterlinden (Tilia cordata) | Friedhof Rödinghausen                           |                         |      |
| RÖ 18    | Stieleiche (Quercus robur)     | Friedhof Rödinghausen                           |                         |      |
| RÖ 20    | Stieleiche (Quercus robur)     | Kirche Rödinghausen 52° 15′ 18″ N, 8° 28′ 42″ O | ca. 150 Jahre alt       |      |
| RÖ 21    | Stieleiche (Quercus robur)     | Bruchstraße 156                                 | gepflanzt 10. März 1913 |      |
| RÖ 22–23 | 2 Stieleichen (Quercus robur)  | Kirchweg 10                                     | Reste ehem. Hofeichen   |      |